# Župnija Ljubljana - Šentvid
Župnija Ljubljana - Šentvid je teritorialna župnija v Šentvidu pri Ljubljani, ki spada v dekanijo Ljubljana - Šentvid nadškofije Ljubljana.
Župnijska cerkev je cerkev sv. Vida.

## Zgodovina
Zgodovina župnije se prične z razbitjem pražupnije na župnije med 9. in 12. stoletjem. Prva omemba župnije v pisnih virih je iz leta 1262.
Leta 1932 je v župniji začel izhajati mesečni list Naš zvon, ki izhaja še danes.
Trenutno je največja župnija nadškofije Ljubljana po površini in po številu prebivalcev.

## Objekti
V župniji se trenutno nahajajo naslednji župnijski objekti:
- Cerkev sv. Vida, Ljubljana (župnijska cerkev),
- pokopališče ob cerkvi sv. Vida,
- cerkev sv. Jakoba (Stanežiče) (podružnična cerkev) in
- župnišče.

### Farne spominske plošče
V Župniji Ljubljana - Šentvid so postavljene Farne spominske plošče, na katerih so imena vaščanov iz okoliških vasi (Brod, Dravlje, Glince, Gunclje, Medno, Podutik, Poljane, Stanežiče, Šentvid, Trata, Vižmarje, Zapuže in Zgornja Šiška), ki so padli na protikomunistični strani v letih 1942-1945. Skupno je na ploščah 56 imen.